# Patinatge de velocitat als Jocs Olímpics d'hivern de 1932 - 5.000 metres
Als Jocs Olímpics d'Hivern de 1932 celebrats a la ciutat de Lake Placid (Estats Units d'Amèrica) es realitzà una prova de patinatge de velocitat sobre gel en una distància de 5.000 metres que formà part del programa oficial de patinatge de velocitat als Jocs Olímpics d'hivern de 1932.
La prova es disputà el dia 4 de febrer de 1932 a l'Estadi Olímpic de Lake Placid.

## Comitès participants
Hi participaren un total de 18 patinadors de 6 comitès nacionals diferents.
| - Canadà (4) - Estats Units (4) - Finlàndia (1) |  | - Japó (4) - Noruega (4) - Suècia (1) |

## Resum de medalles
| Or            | Argent       | Bronze      |
| Irving Jaffee | Eddie Murphy | Willy Logan |

## Resultats

### Primera ronda
Ronda 1
| Posició | Nom              | Temps  | Qual. |
| ------- | ---------------- | ------ | ----- |
| 1       | Irving Jaffee    | 9:52.0 | Q     |
| 2       | Eddie Murphy     |        | Q     |
| 3       | Ivar Ballangrud  |        | Q     |
| 4       | Harry Smyth      |        | Q     |
| 5       | Ossi Blomqvist   |        |       |
| –       | Alexander Hurd   | NF     |       |
| –       | Shozo Ishihara   | NF     |       |
| –       | Michael Staksrud | NF     |       |
| –       | Tomejo Uruma     | NF     |       |

Ronda 2
| Posició | Nom             | Temps   | Qual. |
| ------- | --------------- | ------- | ----- |
| 1       | Bernt Evensen   | 10:01.4 | Q     |
| 2       | Herbert Taylor  |         | Q     |
| 3       | Willy Logan     |         | Q     |
| 4       | Frank Stack     |         | Q     |
| 5       | Erling Lindboe  |         |       |
| 6       | Carl Springer   |         |       |
| –       | Yasuo Kawamura  | NF      |       |
| –       | Tokuo Kitani    | NF      |       |
| –       | Ingvar Lindberg | NF      |       |

### Final
| Posició | Nom             | Temps       |
| ------- | --------------- | ----------- |
| 1       | Irving Jaffee   | 9:40.8      |
| 2       | Eddie Murphy    | 2 m darrera |
| 3       | Willy Logan     | 4 m darrera |
| 4       | Herbert Taylor  |             |
| 5       | Ivar Ballangrud |             |
| 6       | Bernt Evensen   |             |
| 7       | Frank Stack     |             |
| 8       | Harry Smyth     |             |